# Zeche Vincenz
Die Zeche Vincenz ist 1917 in Heven angelegt worden. 1918 betrug die Kohlenförderung mit 63 Beschäftigten ca. 13.000 Tonnen. Die höchste Förderung betrug 41.000 Tonnen im Jahr 1922 (230 Beschäftigte). 1924 wurde sie geschlossen. Ab 1931 gehörte das Baufeld zur Zeche Klosterbusch.